# V636 Scorpii
Désignations
V636 Scorpii est une étoile multiple de la constellation du Scorpion, située à environ 1 025 pc (∼3 340 al). Sa composante primaire est une variable céphéide classique et sa magnitude apparente varie entre 6,4 et 6,9.
V636 Scorpii est une binaire spectroscopique, et on pense que le compagnon plus faible est lui-même constitué de deux étoiles.
L'étoile primaire est une céphéide qui pulse régulièrement avec une période de 6,796 71 jours. C'est une supergéante ou une géante lumineuse jaune-blanc qui est 5,6 fois plus massive que le Soleil et 2500 fois plus lumineuse.
Le compagnon de plus faible masse parcourt son orbite en 3,6 ans et est apparemment une étoile bleu-blanc de la séquence principale de type B9,5V, mais la dynamique du système suggère qu'elle pourrait être en réalité composée d'une paire d'étoiles sur une orbite serrée.